# British Independent Film Awards 2011
Die 14. Verleihung der British Independent Film Awards (BIFA) fand am 4. Dezember 2011 im Old Billingsgate in London statt.

## Jury
- Andrew Eaton (Jury Vorsitzender)
- Josh Appignanesi
- Gemma Arterton
- Lucy Bevan
- Edith Bowman
- Mike Goodridge
- Neil Lamont
- Joseph Mawle
- Mary McCartney
- Molly Nyman
- Debs Paterson
- Tracey Seaward
- Charles Steel
- David Thewlis
- Ruth Wilson
- Justine Wright

## Nominierungen und Preise
| Preis                                | Originalbezeichnung                                          | Nominierungen | Preisträger                                   |
| ------------------------------------ | ------------------------------------------------------------ | --- | --------------------------------------------- |
| Bester britischer Independentfilm    | Best British Independent Film                                | - Tinker Tailor Soldier Spy - Tyrannosaur - We Need To Talk About Kevin - Shame - Senna | Tyrannosaur                                   |
| Bester ausländischer Independentfilm | Best Foreign Independent Film                                | - Animal Kingdom - Pina - The Skin I Live In - A Separation - Drive | A Separation                                  |
| Beste britische Dokumentation        | Best British Documentary                                     | - TT3D - Life in a Day - Project Nim - Senna - Hell and Back Again | Senna                                         |
| Bester britischer Kurzfilm           | Best British Short Film                                      | - Rite - Love At First Sight - Chalk - Rough Skin - 0507 | Chalk                                         |
| Bester Schauspieler                  | Best Performance by an Actor in a British Independent Film   | - Brendan Gleeson für The Guard - Neil Maskell für Kill List - Michael Fassbender für Shame - Gary Oldman für Tinker Tailor Soldier Spy - Peter Mullan für Tyrannosaur                                     | Michael Fassbender für Shame                  |
| Beste Schauspielerin                 | Best Performance by an Actress in a British Independent Film | - Rebecca Hall für The Awakening - Mia Wasikowska für Jane Eyre - MyAnna Buring für Kill List - Olivia Colman für Tyrannosaur - Tilda Swinton für We Need To Talk About Kevin                              | Olivia Colman für Tyrannosaur                 |
| Bester Nebendarsteller               | Best Supporting Actor in a British Independent Film          | - Michael Smiley für Kill List - Tom Hardy für Tinker Tailor Soldier Spy - Benedict Cumberbatch für Tinker Tailor Soldier Spy - Eddie Marsan für Tyrannosaur - Ezra Miller für We Need To Talk About Kevin | Michael Smiley für Kill List                  |
| Beste Nebendarstellerin              | Best Supporting Actress in a British Independent Film        | - Felicity Jones für Albatross - Vanessa Redgrave für Coriolanus - Carey Mulligan für Shame - Sally Hawkins für Submarine - Kathy Burke für Tinker Tailor Soldier Spy                                      | Vanessa Redgrave für Coriolanus               |
| Beste Regie                          | Best Director of a British Independent Film                  | - Ben Wheatley für Kill List - Steve McQueen für Shame - Tomas Alfredson für Tinker Tailor Soldier Spy - Paddy Considine für Tyrannosaur - Lynne Ramsay für We Need To Talk About Kevin                    | Lynne Ramsay für We Need To Talk About Kevin  |
| Douglas Hickox Award                 | The Douglas Hickox Award                                     | - Joe Cornish für Attack the Block - Ralph Fiennes für Coriolanus - John Michael McDonagh für The Guard - Richard Ayoade für Submarine - Paddy Considine für Tyrannosaur                                   | Paddy Considine für Tyrannosaur               |
| Bester Newcomer                      | Most Promising Newcomer                                      | - Jessica Brown Findlay für Albatross - Attack the Block - Craig Roberts für Submarine - Yasmin Paige für Submarine - Tom Cullen für Weekend                                                               | Tom Cullen für Weekend                        |
| Bestes Drehbuch                      | Best Screenplay                                              | - John Michael McDonagh für The Guard - Ben Wheatley für Kill List - Abi Morgan für Shame - Richard Ayoade für Submarine - Lynne Ramsay für We Need To Talk About Kevin                                    | Richard Ayoade für Submarine                  |
| Beste Produktion                     | Best Achievement In Production                               | - Weekend - Wild Bill - You Instead - Tyrannosaur - Kill List | Weekend                                       |
| Beste Technik                        | Best Technical Achievement                                   | - Chris King für Senna - Sean Bobbitt für Shame - Joe Walker für Shame - Maria Djurkovic für Tinker Tailor Soldier Spy - Seamus McGarvey für We Need To Talk About Kevin                                   | Maria Djurkovic für Tinker Tailor Soldier Spy |
| The Raindance Award                  | The Raindance Award                                          | - Acts of Godfrey - Leaving Baghdad - A Thousand Kisses Deep - Hollow - Black Pond | Leaving Baghdad                               |

Weitere Preise
- Richards Harris Award für Ralph Fiennes
- Spezialpreis der Jury für Graham Easton
- The Variety Award für Kenneth Branagh